# Simone Salvati
Simone Salvati (ur. 5 listopada 1973 w Bolonii) – włoski snowboardzista. Jego najlepszym wynikiem olimpijskim jest 24. miejsce w gigancie równoległym na igrzyskach w Turynie. Zajął też 8. miejsce w gigancie równoległym na mistrzostwach w Kreischbergu. Najlepsze wyniki w Pucharze Świata osiągnął w sezonie 2002/2003, kiedy to był 19 w klasyfikacji PAR
W 2006 r. zakończył karierę.

## Sukcesy

### Igrzyska olimpijskie
| Miejsce | Dzień     | Rok  | Miejscowość    | Konkurencja       | Zwycięzca      |
| ------- | --------- | ---- | -------------- | ----------------- | -------------- |
| DNF     | 15 lutego | 2002 | Salt Lake City | Gigant równoległy | Philipp Schoch |
| 24.     | 22 lutego | 2006 | Turyn          | Gigant równoległy | Philipp Schoch |

### Mistrzostwa Świata
| Miejsce | Dzień       | Rok  | Miejscowość | Konkurencja       | Zwycięzca   |
| ------- | ----------- | ---- | ----------- | ----------------- | ----------- |
| 8.      | 13 stycznia | 2003 | Kreischberg | Gigant równoległy | Dejan Košir |

### Puchar Świata

#### Miejsca w klasyfikacji generalnej
- 1997/1998 – 127.
- 2000/2001 – -
- 2001/2002 – -
- 2002/2003 – -
- 2003/2004 – -
- 2004/2005 – -
- 2005/2006 – 155.

#### Miejsca na podium
1. Sapporo – 1 marca 2002 (Gigant równoległy) – 2. miejsce